# Tjurhults mosses naturreservat
Tjurhults mosse är ett naturreservat  i Vaggeryds kommun i Jönköpings län i Småland.
Området är skyddat sedan 2010 och är 27 hektar stort. Det är beläget invid den östra delen av sjön Eckern cirka 13 kilometer norr om Byarums kyrka och består mest av ett flackt våtmarksområde med löv- och tallsumpskog.

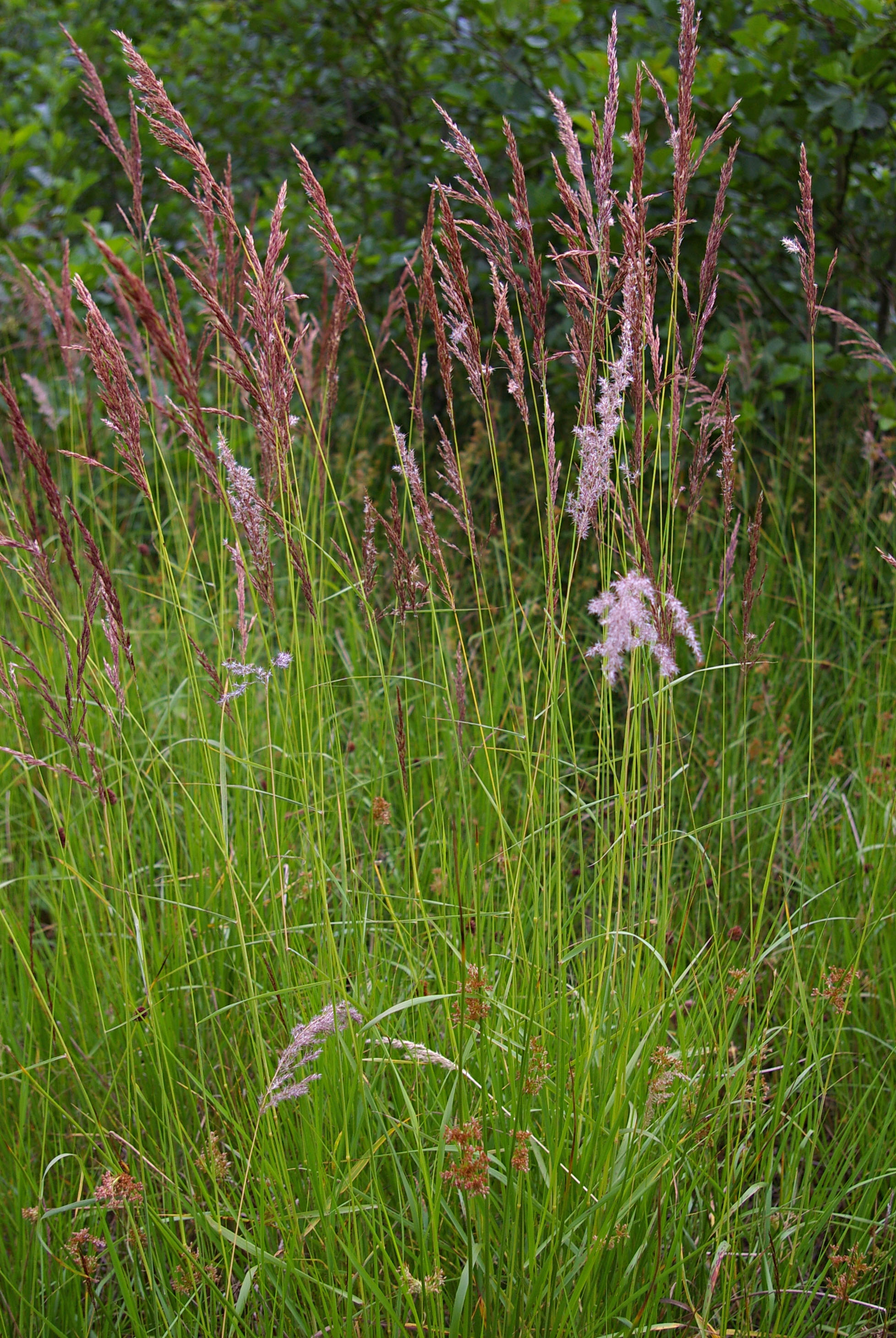
Grenrör (växt)

Stora delar av reservatet är mycket blött och svårtillgängligt. Det rinner en bäck genom reservatet som mynnar ut i närliggande sjö.
Den vanligaste naturtypen är lövsumpskog med glasbjörk med även inslag av klibbal, gran och tall. Där är mycket gott om död ved. Fältskiktet domineras av tuvull och grenrör. Man har även på ett område noterat signalväxten missne.